# Ryssgraven, Kalix

Ryssgraven är ett minnesmärke i centrala Kalix sedan 1883. Här ligger soldater från Sverige och Ryssland begravda från det finska kriget 1808–1809 som slutade med att Finland blev ryskt. På platsen står en sten som har inskriptionen "Här dela samma bädd fiende och vän från Ryska kriget 1809. 1883 restes vården".

## Bilder

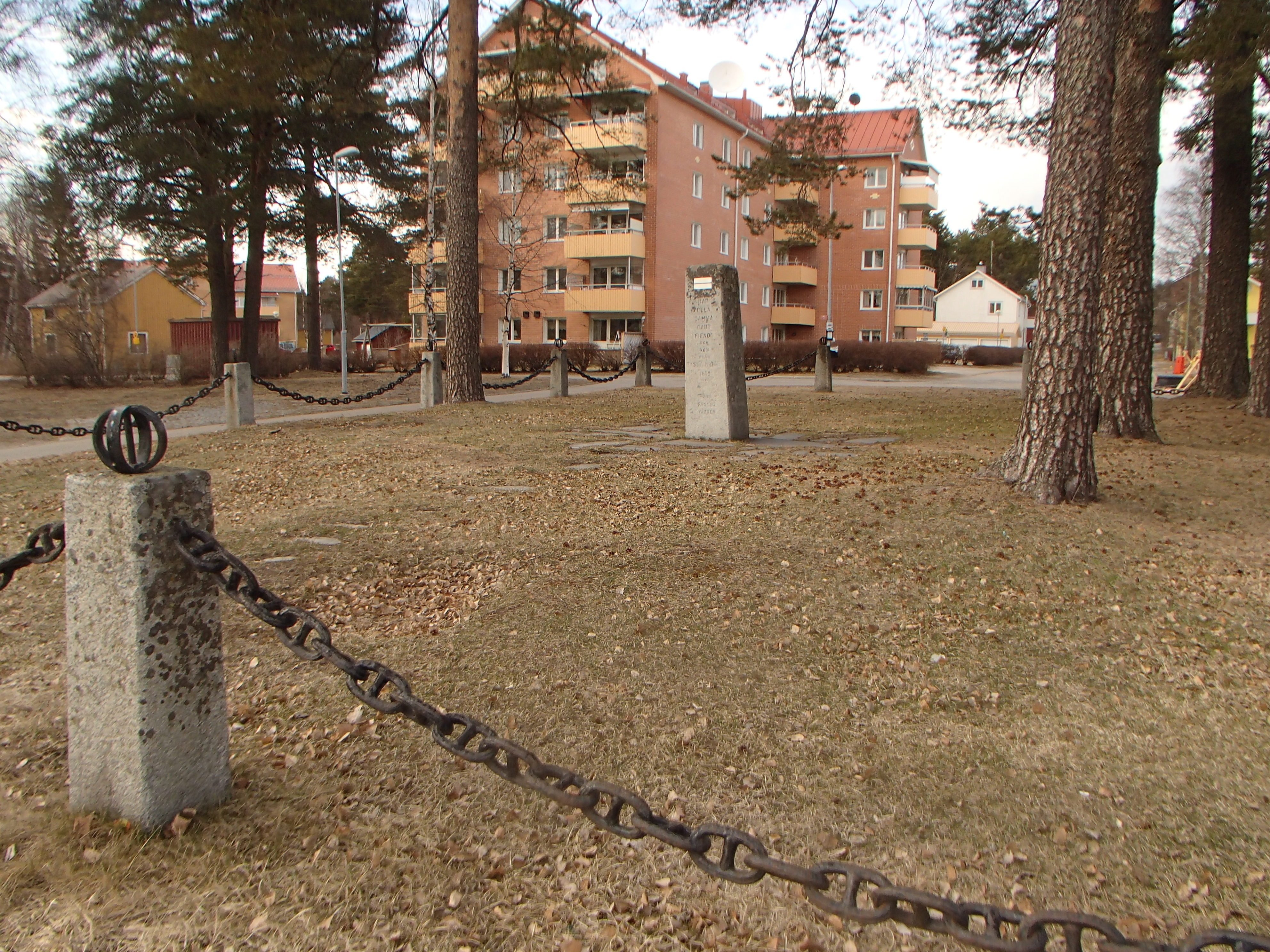
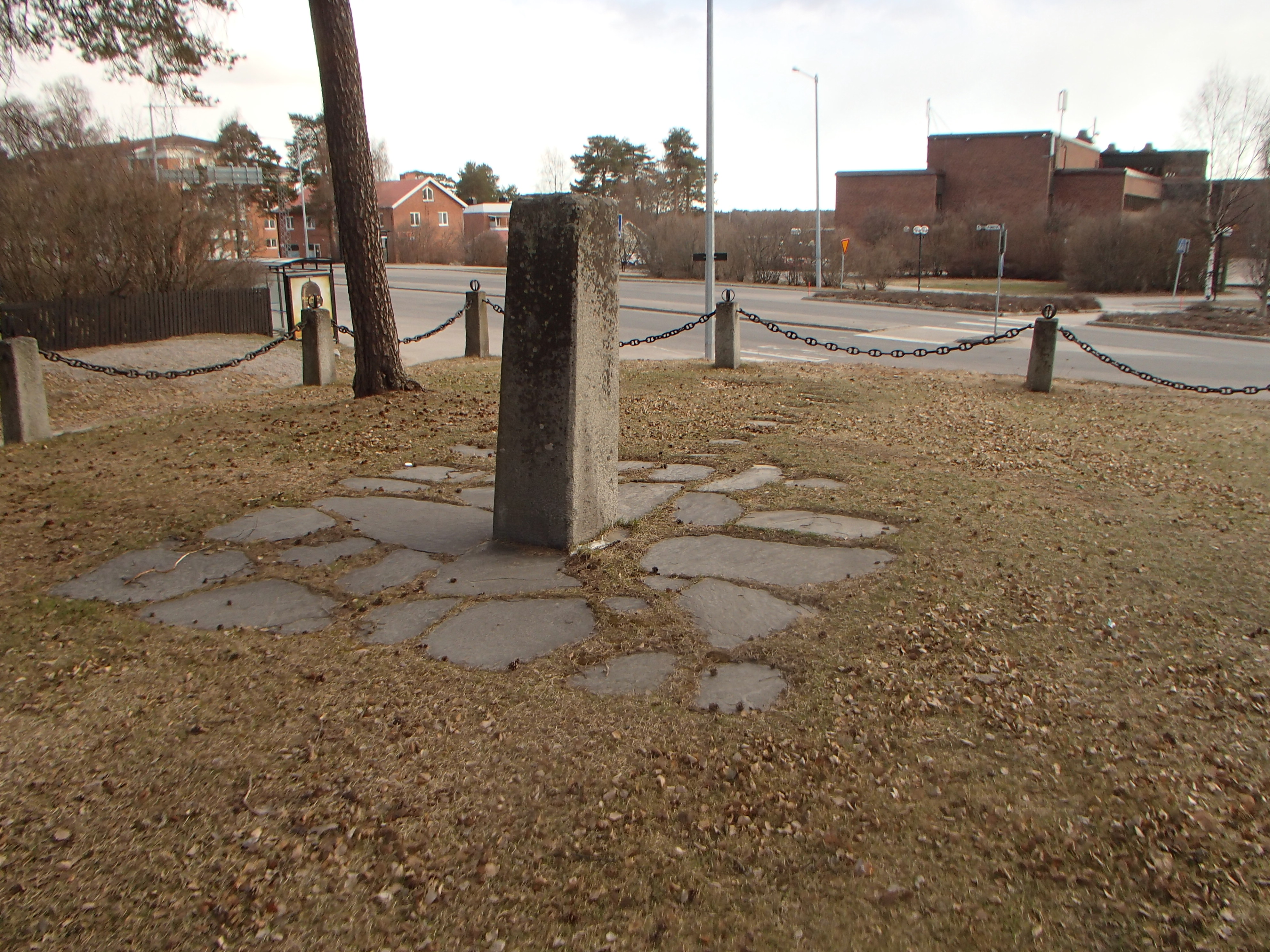
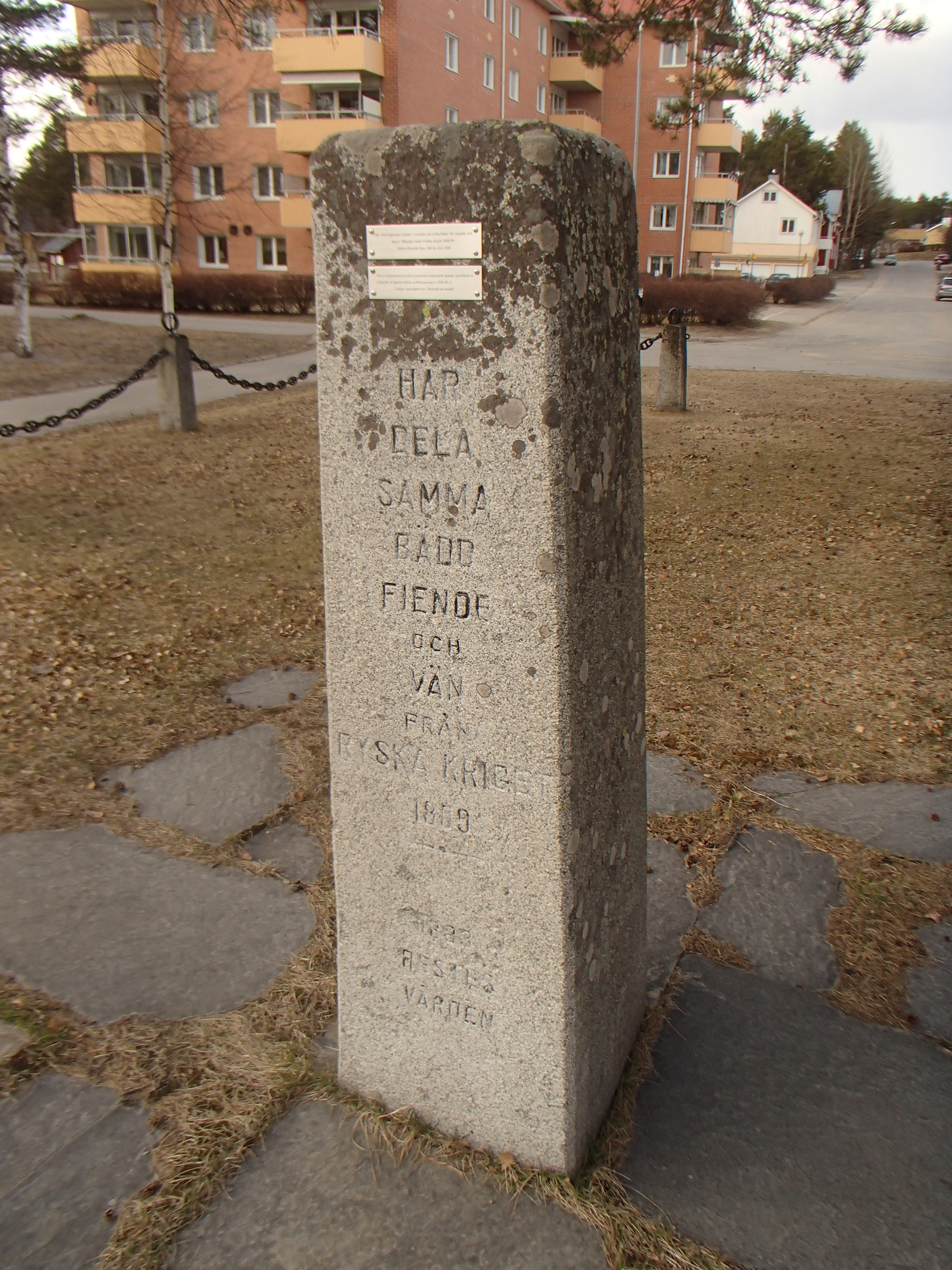

## Minnesåret 2009
År 2009 var det 200 år sedan Finland separerades från Sverige och det uppmärksammades under ett regeringsprojekt kallat Märkesåret 1809. Med anledning av detta var en rysk, finsk och svensk delegation på plats i Kalix och besökte Ryssgraven för att lämna varsin krans. I samband med detta avtäcktes även en minnesskylt i byn Månsbyn utanför Kalix, där fredsavtalet mellan Ryssland och Sverige undertecknades år 1809. 